# .im
.im – domena internetowa przypisana dla stron internetowych z Wyspy Man. Skrót .im pochodzi od angielskiego Isle of Man.
Ponadto, domena .im używana jest czasem jako domena dla stron komunikatorów internetowych (ang. instant messenger), np. Pidgin, którego witryna internetowa to www.pidgin.im.